# Erion Veliaj
Erion Veliaj (ur. 17 grudnia 1979 w Tiranie) – burmistrz Tirany od 2015 roku, poprzednio minister opieki społecznej i młodzieży w latach 2013–2015.

## Życiorys
Erion Veliaj pochodził z ateistycznej rodziny; jego matka pochodziła z Wlory, natomiast ojciec studiował na Uniwersytecie Rolniczym w Tiranie i następnie wstąpił do wojska. Po śmierci ojca w 1991 roku Erion wyjechał ze swoim wujkiem do Grecji; mieszkali przez 3 i pół miesiąca na przedmieściach Aten, gdzie Erion pracował na roli.
W wieku 14 lat Erion został tłumaczem amerykańskich misjonarzy ewangelikalnych, co spowodowało jego konwersję na ten nurt chrześcijaństwa.
Studiował na Grand Valley State University w Allendale, gdzie uzyskał tytuł licencjata w dziedzinie nauk politycznych, oraz na Uniwersytecie Sussex, gdzie uzyskał tytuł magistra w dziedzinie europeistyki.
Należał do młodzieżowej pozarządowej organizacji Mjaft!, którą założył w 2003 roku i której był prezesem do listopada 2007 roku. W 2004 roku Mjaft! otrzymała nagrodę ONZ za działania na rzecz społeczeństwa obywatelskiego w wysokości 20 000 euro. W 2008 roku założył centrolewicową partię G99, z której odszedł w 2010 roku, wstępując do Socjalistycznej Partii Albanii, w której kierownictwie jest od 2011 roku; był nominowany do objęcia w niej sektora młodzieży i emigracji. W 2013 roku został posłem do Zgromadzenia Albanii z ramienia tej partii.
1 września 2013 roku ówczesny prezydent Albanii Bujar Nishani zapowiedział nominację Veliaja na ministra opieki społecznej i młodzieży; wydał dekret w trybie natychmiastowym dnia 15 września tego roku, a tym samym Veliaj objął ten urząd. Funkcję tę Veliaj pełnił do 30 kwietnia 2015 roku, gdy podał się do dymisji. Jako minister opieki społecznej i młodzieży zainteresował się społecznością Romów mieszkających w Tiranie; dzięki jego wstawiennictwie szpital w Tiranie, który wcześniej nie chciał przyjmować ani leczyć Romów, wycofał się z dyskryminacyjnej wobec nich polityki.
Od 21 lipca 2015 jest burmistrzem Tirany. Podczas jego kadencji ONZ uznała Tiranę za jedno z dziesięciu miast, które osiągnęły najlepsze wyniki finansowe. Z jego inicjatywy przebudowano m.in. plac Skanderbega w Tiranie oraz zainwestowano w ruch rowerowy w mieście w celu walki z korkami drogowymi. 16 czerwca 2016 roku przedstawił plan zaprzestania segregacji śmieci oraz ich importu do Albanii. W 2017 roku zredukowano używanie toreb plastikowych o 60%, rozpoczynając zastępowanie ich torbami papierowymi.
Jako burmistrz Tirany spotkał się z ekspertami ze Związku Miast Rosyjskich (ros. Союз российских городов); spotkanie odbyło się z inicjatywy albańskiej delegacji, a Veliaj wykazał zainteresowanie pracą samorządów w Rosji. Omawiano możliwości interakcji i wizyt w Albanii przedstawicieli rosyjskich miast w celu zaprezentowania doświadczeń samorządów i zbadania doświadczeń miast w różnych dziedzinach.
W 2017 roku za świadczenie usług publicznych i za znaczącą poprawę infrastruktury stolicy Albanii został nagrodzony tytułem honoris causa przez Grand Valley State University.

## Kontrowersje
Organizacja MJAFT! zarządzana wówczas przez Eriona Veliaja była oskarżona o islamofobię, ponieważ w listopadzie 2006 należący do tej organizacji magazyn MAPO opublikował karykatury Mahometa.
W 2011 roku był oskarżony o manipulacje; poinformował ambasadorów oraz reprezentantów Unii Europejskiej w Tiranie, że Griselda Rroshi, żona burmistrza Kavai, była porwana. Ostrzegł również przed reakcją ówczesnego burmistrza Tirany, Ediego Ramy. Rroshi przyznała, że porwania w rzeczywistości nie było; całe zdarzenie było sfingowane.
W 2014 roku wysyłał pogróżki dziennikarzom telewizji Agon Channel.
W 2018 roku pod albańskim parlamentem wybuchły protesty, podczas których palce straciła wówczas 24-letnia Ina Nuka. Burmistrz Tirany Erion Veliaj podczas spotkania z protestującymi wyrażał się o Nuce w sposób mizoginistyczny; pytał, „który mężczyzna byłby w stanie poślubić kobietę bez palców”.
W maju 2020 organizacja Europa Nostra wyraziła swój sprzeciw w sprawie wyburzenia budynku Teatru Narodowego w Tiranie, uważany przez tę organizację za jedno z najbardziej zagrożonych miejsc w Europie. Przeciwko rozbiórce budynku protestowało kilkaset osób; doszło nawet do starć z policją, gdzie aresztowano kilku osób, w tym dziennikarza Alfreda Lelę. Ponad 1000 policjantów otoczyło okolice teatru; izolowali protestujących, a nawet stosowali wobec nich przemoc. Sprzeciw wobec działań policji i planu rozbiórki budynku wyraziła również delegatura Unii Europejskiej w Tiranie oraz prezydent Albanii Ilir Meta, który nazwał rozbiórkę tematu „moralnym przestępstwem, które nie może być objęte amnestią”; skrytykował również przemoc ze strony policjantów w stronę protestujących artystów i dziennikarzy. Z kolei premier Albanii Edi Rama nazwał osoby będące przeciwko planowi nowego teatru „niekochającymi rozwoju”. Erion Veliaj jako burmistrz Tirany stwierdził, że rozbiórka powinna być decyzją Albańczyków i że „międzynarodowe media słuchały histeryzmu hałaśliwej mniejszości”.

## Życie prywatne
Ma żonę o imieniu Ajola; w 2014 Erion Veliaj przyznał, że wesele zostało opłacone przez rodziców panny młodej, kosztowało 9 milionów leków.
Erion Veliaj deklaruje bardzo dobrą znajomość języka angielskiego i włoskiego oraz dobrą znajomość języka niemieckiego i francuskiego.